# Gudmundsbyn
Gudmundsbyn är en by strax utanför Sundsvall i Sköns socken i Västernorrlands län. Från 2015 avgränsar SCB här en småort som sträcker sig något in i Timrå kommun.
I byn bor ett hundratal människor. Där finns en golfbana och där ligger även Sundsvalls brukshundsklubb. Nära Gudmundsbyn ligger också den snabbt växande köpstaden Birsta, samt byn Hammal. 
Byns namn består av personnamnet "Gudmund", ett fornnordiskt namn som betyder "skyddad av gudarna", och efterledet "-byn", bestämd form av "-by" vanligt i Norrland. Även om förledet är ett namn med fornnordiska rötter indikerar namnet att byn är från medeltiden eller yngre då det är just ett mansnamn i förledet. De forntida by-namnen har ofta en ha naturföreteelser i förleden, medan yngre byarna ofta har, som i det här fallet, ett personnamn i förleden. 